# Freeskiing

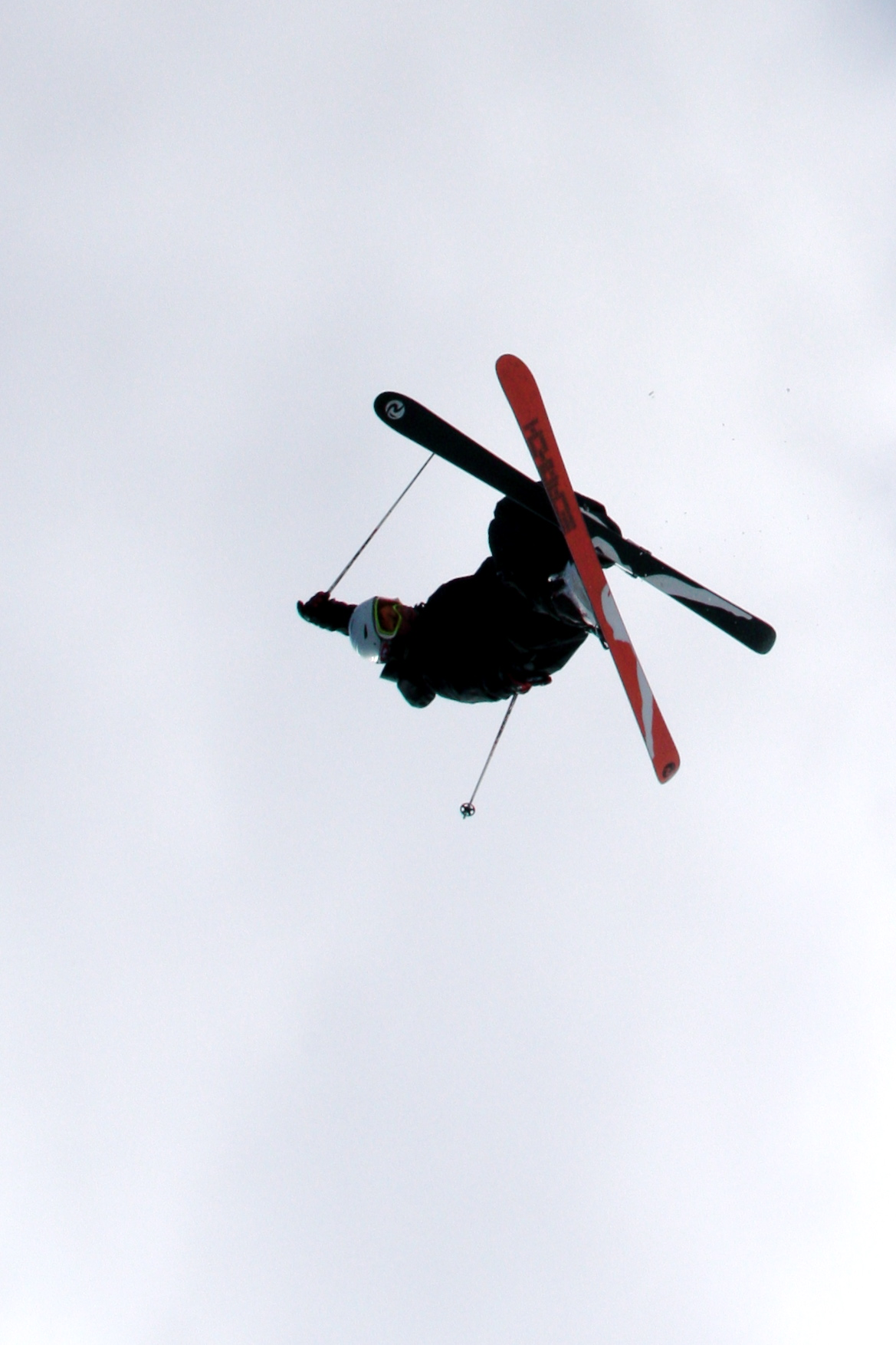

Freeskiing (Newschool Skiing) – narciarstwo polegające na skakaniu na skoczniach i wykonywaniu w powietrzu ewolucji (trików) takich jak: obroty, salta, graby (chwyty za nartę w locie) oraz na ślizganiu się po poręczach (railach) i boksach (jibbing).
Sport ten dzieli się na kilka konkurencji:
- big air – skoki wykonywane z dużej, pojedynczej skoczni.
- slopestyle – zjazd po specjalnie przygotowanym torze z wieloma skoczniami, boksami i railami, jest to również dyscyplina olimpijska.
- jibbing – jazda po railach, boksach i innych przeszkodach - murki, ściany, drzewa. Jibbing może być również uprawiany w środowisku miejskim (urban skiing).
- halfpipe – ewolucje wykonywane w śnieżnej rynnie (halfpipi'e)

Do uprawiania freeskiingu używa się specjalnego rodzaju nart, tzw. twin tip skis, czyli nart o podgiętych przodach i tyłach, co pozwala na swobodną jazdę zarówno przodem, jak i tyłem (czyli na switch). Standardowe narty do jazdy w snowparku mają wymiary 115-85-105. Charakteryzuje je również większa elastyczność oraz brak podwyższenia (płyty) pod wiązaniem.
Inną odmianą freeskiingu jest freeride, czyli jazda na nartach poza wyznaczonymi trasami. Narty freeride'owe są znacznie szersze niż zwykłe, ich punkt styczności do podłoża jest przesunięty w stronę środka narty, co poprawia ich zachowanie w głębokim śniegu. Freeride należy do sportów ekstremalnych.